# Ингеборг Бахман (награда)
Международната литературна награда „Ингеборг Бахман“ (на немски: Ingeborg-Bachmann-Preis) е учредена през 1976 г. от град Клагенфурт в памет на родената там писателка Ингеборг Бахман. След 1977 г. наградата се присъжда ежегодно по време тържествата Дни на немскоезичната литература. Наградата се смята за едно от най-важните литературни отличия в немскоезичната област.
След 2006 г. наградата е в размер на 25 000 €.
От 2017 г. също се присъжда Награда на немското радио на стойност 12 500 €.

## Носители на наградата (подбор)
- Герт Йонке (1977)
- Улрих Пленцдорф (1978), Гертруд Лойтенегер (награда на журито)
- Герт Хофман (1979), Йозеф Винклер (награда на журито)
- Стен Надолни (1980)
- Ева Демски (1981) (награда на журито)
- Херман Бургер (1985)
- Катя Ланге-Мюлер (1986)
- Волфганг Хилбиг (1989)
- Биргит Вандербеке (1990)
- Алиса Валзер (1992)
- Курт Драверт (1993)
- Францобел (1995)
- Сибиле Левичаров (1998)
- Терезия Мора (1999)
- Георг Клайн (2000), Юлия Франк (3sat-Preis)
- Джени Ерпенбек (2001) (награда на журито)
- Инка Парай (2003), Феридун Заимоглу (награда на журито)
- Уве Телкамп (2004), Волфганг Херндорф (награда на публиката)
- Бодо Хел (2006) (Telekom-Austria-Preis), Норберт Шойер (3sat-Preis)
- Луц Зайлер (2007), Томас Щангл (Telekom-Austria-Preis)
- Маркус Ортс (2008) (Telekom-Austria-Preis)
- Йенс Петерсен (2009)
- Мая Хадерлап (2011)
- Нора Гомрингер (2015)